# 西扎围城战
西扎之战发生于1138年4月28日至5月21日，是拜占庭帝国、安条克公国及埃德萨伯国的联军攻取曼契德希特酋长国首都西扎的战争。最后曼契德希特成为拜占庭帝国的附属国。

## 背景
在解决了巴尔干半岛等地的威胁后，拜占庭皇帝约翰二世决定放眼十字军诸国，并以安条克公国为他的目标。早在1108年第一次十字军东征期间，拜占庭帝国就和安条克公国签订了迪沃尔条约，然而在此后的三十年里拜占庭帝国并没有依靠武力迫使安条克公国履行条约。在1137年占据奇里乞亚后，约翰二世率军攻克安条克公国，使得富尔克不得不尊其为宗主。后为了实施帝国的直接统治，约翰二世同意帮助攻打阿勒颇、西扎、霍姆斯和哈马。

## 过程
1138年2月，在拜占庭帝国的命令之下，安条克公国国内所有来自阿勒颇及其他穆斯林地区的旅行者及商人被关押起来以免拜占庭联军的消息走漏。至3月底，拜占庭帝国军队抵达安条克，在那里他们与一队圣殿骑士及安条克和埃德萨的军队集合为联军。尽管拜占庭联军试图对阿勒颇进行突袭，但他们在比扎城下拖延了五天之久，而这给了正在攻打哈马的赞吉回援的机会。4月20日，拜占庭联军正式开始进行攻城，然而在赞吉的防御下联军毫无进展。
于是约翰二世转移了他的目标，开始计划攻打适时独立的酋长国曼契德希特。他将联军的进攻方向向南调转，连接攻克阿斯里布、迈阿赖努阿曼、卡法塔布三座堡垒。赞吉知道约翰二世的行动后并没有试图去救援曼契德希特，哪怕双方同为穆斯林王朝，显然曼契德希特对于赞吉王朝而言并不重要。
在转移目标后，雷蒙德等人认为这不符合他们的利益，他们都希望保住属于自己的领地，而不是占据以穆斯林人口为主的城市，更何况会暴露在赞吉王朝的威胁中。如此一来，在行军多日后，联军的后勤几乎都是由拜占庭帝国自己所支撑的。历经几次小的接触战后，约翰二世将自己的军队按照国籍分成多个军团，为了震慑敌军而让他们在西扎城前依次游行。约翰二世为了其信仰在叙利亚努力战斗的时候，安条克、埃德萨军队的指挥者却经常呆在后军，并没有对围攻西扎做出贡献。哪怕约翰二世催促联军进攻，他的盟友们也仅仅是在敷衍了事。在穆斯林方面的记载中，约翰二世头戴着显眼的金头盔，亲自指挥攻城、慰问受伤的士兵，时时展现着他的人格魅力及充沛的精力。在攻城战中，拜占庭方面的投石机对西扎的城墙造成的伤害使得城内百姓人心惶惶，曼契德希特苏丹的侄子乌萨马·伊本·曼契德描述了当拜占庭投石机一发可以摧毁一栋房子时所造成的绝望心理。
很快西扎城就被攻了下来，只有其酋长苏丹伊本·曼契德所在的城堡依靠地利和守军高昂的士气多次打退拜占庭方面军，而后赞吉组建的援军才来到西扎。出于对盟友的不信任，约翰二世不得不把军队撤出城外和赞吉的军队对峙。曼契德即刻就向约翰二世投降了，他付出了一桌子的珍宝和一个用红宝石雕琢的十字架，提出要成为拜占庭帝国的藩属并每年上贡。尽管约翰二世非常不情愿，由于盟友的行为令他厌恶，他最后接受了曼契德的归属。

## 结果
赞吉援军在拜占庭方面军撤退时多次骚扰，但始终没有正面阻拦他们。回到安条克时，雷蒙德公爵并不愿意将城市的统治权拱手让人，他试图在约翰二世治下的城市和当地的希腊人社区煽动不满。然而当约翰二世听到了安纳托利亚的塞尔柱人入寇奇里乞亚的消息后，他放弃继续和雷蒙德抢夺城市统治权，仅仅让几位城主再次宣誓对他的忠诚。最终他在1142年约翰二世回到了叙利亚，仍谋划攻占安条克，将其纳入帝国直接统治。但约翰二世在1143年因狩猎意外死亡，其子曼努埃尔一世率其部属返回君士坦丁堡稳固统治，使得拜占庭失去了攻占安条克的机会。